# 馬斯奧·基奧雲尼
馬斯奧·法比安奴·基奧雲尼（Márcio Fabiano Giovanini，1978年10月17日—），生于巴拉納，現效力科爾曼。

## 生涯
基奧雲尼曾到巴西，德國，以色列，比利時，葡萄牙，希臘踢球，現時在伊朗踢球。
2009年1月，基奧雲尼曾到伯明翰試訓。2009年夏天，他轉到科爾曼。